# László Szollás
László Szollás (Budapeste, 13 de novembro de 1907 – Budapeste, 4 de outubro de 1980) foi um patinador artístico húngaro, que competiu em provas de duplas. Ele conquistou duas medalhas de bronze olímpicas em 1932 e em 1936 ao lado do parceiro Emília Rotter, e cinco medalhas em campeonatos mundiais, sendo quatro de ouro e uma de prata.

## Principais resultados

### Com Emília Rotter
| Resultados                                            | Resultados    | Resultados       | Resultados       | Resultados        | Resultados      | Resultados      | Resultados      | Resultados        | Resultados    | Resultados    | Resultados    | Resultados    |
| Internacional                                         | Internacional | Internacional    | Internacional    | Internacional     | Internacional   | Internacional   | Internacional   | Internacional     | Internacional | Internacional | Internacional | Internacional |
| Evento/Temporada                                      | 1928– 1929    | 1929– 1930       | 1930– 1931       | 1931– 1932        | 1932– 1933      | 1933– 1934      | 1934– 1935      | 1935– 1936        |               |               |               |               |
| ----------------------------------------------------- | ------------- | ---------------- | ---------------- | ----------------- | --------------- | --------------- | --------------- | ----------------- | ------------- | ------------- | ------------- | ------------- |
| Jogos Olímpicos                                       |               |                  |                  | Medalha de bronze |                 |                 |                 | Medalha de bronze |               |               |               |               |
| Campeonato Mundial                                    | 5.º           |                  | Medalha de ouro  | Medalha de prata  | Medalha de ouro | Medalha de ouro | Medalha de ouro |                   |               |               |               |               |
| Campeonato Europeu                                    |               | Medalha de prata | Medalha de prata |                   |                 | Medalha de ouro |                 |                   |               |               |               |               |
| Nacional                                              |               |                  |                  |                   |                 |                 |                 |                   |               |               |               |               |
| Campeonato Húngaro                                    |               |                  | Medalha de ouro  | Medalha de ouro   | Medalha de ouro | Medalha de ouro | Medalha de ouro | Medalha de ouro   |               |               |               |               |
|                                                       |               |                  |                  |                   |                 |                 |                 |                   |               |               |               |               |
| Legenda: Competição não foi disputada nesta temporada |               |                  |                  |                   |                 |                 |                 |                   |               |               |               |               |